# 24-я танковая дивизия (СССР)
24-я танковая дивизия — воинское соединение Вооружённых Сил СССР в Великой Отечественной войне

## История дивизии
Дивизия сформирована в марте 1941 года в Ленинградском военном округе на базе 11-го запасного танкового полка. На 22.06.1941 года дислоцировалась в Пушкине и Слуцке. В действующей армии с 22 июня по 22 сентября 1941 года.
22.06.1941 поднята по тревоге, 23.06.1941 выступила в направлении на Выборг, оставив в месте дислокации 22 неисправных танка БТ-2 и 27 БТ-5. Преодолев за 49 часов 160 километров и потеряв по техническим причинам ещё 55 танков, к утру 25.06.1941 года сосредоточилась в районе Лейпола.
Из письма полковника Чеснокова, командира дивизии семье, февраль 1942 года:
«.. моя дивизия не была полностью готова к бою, именно к современному бою. Люди были в ней храбрые герои, но матчасть оставляла желать много лучшего. Кроме того, она не представляла собой сколоченного организма. До меня не занимались усиленной боевой подготовкой, особенно штабов и органов управления. Даже экипажи танков не сколачивались, а готовились сами по себе командиры машин, механики-водители, командиры башен и т. д. Сама матчасть была допотопная, танки БТ-5 и БТ-2, которые были сняты с вооружения всех приграничных танковых дивизий. Мало того, части сдавали их нам неукомплектованными, такими сдал их мне Баранов и командир 1-й танковой дивизии».
05-06.07.1941 года была задействована в боевых действиях на Карельском перешейке.
Из письма полковника Чеснокова, командира дивизии семье, февраль 1942 года:
«Под Выборгом мы только один раз были в бою и частью сил. Действовали танки хорошо, трусов не было. Это меня здорово обрадовало и вдохнуло много энергии».
05.07.1941 года, погрузившись на станциях Тали, Выборг, Кямяря, Карисалми, передислоцирована в район севернее Луги, кроме части сил 24-го мотострелкового полка, переданного в 7-ю армию (в дальнейшем, переформированных в 24-й полк 37-й стрелковой дивизии). 09.07.1941 прошла переформирование, танковые полки сведены в один, 49-й полк, личный состав 48-го танкового полка передан на укомплектование 12-го запасного танкового батальона. 11.07.1941 года дивизия сосредоточилась севернее Луги, штаб дивизии находился в деревне Крупели.
12.07.1941 года в 18.20 манёвренная группа под командованием заместителя командира 24-й ТД полковника А.Г.Родина выступила по маршруту Луга, Жглино, Городец, Поддубье, Бор, имея задачу ударом в направлении Милютино, Николаево выбить противника на южный берег реки Плюсса от Плюссы до Заполья. К 23.00 группа сосредоточилась в лесу южнее Бора.
13 июля в состав манёвренной группы  вошёл 3-й мотострелковый полк. Группа в 20.00 получил распоряжение контрударом восстановить положение на железнодорожном Плюсском направлении.
В 10.00 14 июля 3-й мотострелковый и 483-й стрелковый полки перешли в наступление. По немецкой танковой колонне, растянувшейся от Петрилово до Которска, нанесли удар три батальона: 3-й мотострелковый от Серебрянки на Лямцево, Захонье, М.Плюссу, 2-й мотострелковый от Б.Лужок на Борки, Лешевицы и М.Плюссу, 2-й стрелковый – от Заполья на Которск. Мотострелков поддерживали по взводу приданных танков БТ-5 из состава 24-й ТД. В ходе ожесточённого боя подразделениями 3-го МСП противник был разбит. 3-й МСП при поддержке танков БТ, разгромив охранный батальон, роту немецких сапёров и противотанковую роту к 18.00 овладел станцией Плюсса и захватил плацдарм. 1-я ТД врага оказалась разрезанной на две части. Дальнейшее продвижение мотострелков было остановлено танками противника.
На следующий день группа Родина неоднократно контратаковала противника в направлении Городище и Городенько, выбив противника из Городища. В 4.40 15 июля от Которска во фланг  3-го мотострелкового полка группы Родина нанесли удар германские танки. К полудню, они прорвались к станции Плюсса, заставив мотострелков отойти на восточный берег реки. В течение 15 июля 3-й МСП вёл боевые действия под Плюссой и, потеряв несколько танков БТ, к исходу дня отошёл к Лямцево – Крошнево.
На рассвете 16 июля части 269-й пехотной дивизии вермахта перешли в наступление. В ходе тяжёлых боев 3-й МСП отошёл к Волосово, Раскосы, Озерцы.  Группа Родина удерживала позиции по рубежу северная окраина Городенька, северная часть Городище, северная окраина Шереги.
Утром 17 июля приказом командира 177-й СД 3-й полк вновь атаковал врага и к 16.00 отбросил его подразделения до рубежа Крошнево – Б.Лужок. На этот участок немецким командованием был срочно направлен 269-й сапёрный батальон. На главном направлении группа Родина под натиском противника была вынуждена отойти севернее деревни Бор.
18 июля 3-му МСП поступил приказ на овладение Плюссой. В 5.00 19 июля 3-й МСП атаковал мост и станцию Плюсса, где держали оборону сапёры 269-й дивизии вермахта. Одновременно 483-й полк при поддержке танков группы Родина наступал на Петрилово, Которск и Городоньку. К исходу дня в тяжёлых боях были захвачены Плюсса и Петрилово. Наступление на Городоньку и Которск было остановлено противником.
Обнаружив угрозу левому флангу 269-й ПД, немецкое командование перебросило под Плюссу 118-й мотопехотный полк 36-й мотопехотной дивизии на 100 автомашинах при поддержке 30 танков из 1-й танковой дивизии. В районе Ясновика была создана ударная группа оберста Бадински. В 2.30 20 июля немцы от Лышницы и Манкошева Луга атаковали Плюссу. В 4.30 на Усконицы ударила группа Бадински. 3-й МСП, оказавшись в полуокружении, отчаянно контратаковал. К 6.30 полку пришлось оставить Плюссу, но при этом ему удалось задержать противника, форсировавшего реку у Лышниц, на рубеже Модолицы – Кошелевицы.
С 20.07.1941 по 27.07.1941 года группа Родина вела оборонительные бои на рубеже Бор, Поддубье, Березицы, Ретюнь, Заозерье.
С 20.07.1941 по 27.07.1941 года группа ведёт бои на рубеже Бор, Поддубье, Березицы, Ретюнь, Заозерье. 27.07.1941 группа отступила на рубеж Ретюнь, Мельцево, Черевише, предпринимала контратаки в направлении посёлка Серебрянка, В 4.00 29 июля полк был сменён частями 177-й стрелковой дивизии и выведен из боя для переформирования в Новгороде. 30.07.1941 отошла рубеж Лопанец. 31.07.1941 группа выведена из боя и сосредоточилась в районе Старые Крупели, Шалово.
Оставшейся частью сил дивизия вела бои с 20 по 23.07.1941 года в районе Сара Гора, 23.07.1941, оставив прикрытие (удерживавшее рубеж ещё в течение недели), сосредоточилась в прежнем районе — Шалово, Старые Крупели. С 23.07.1941 дивизия вела бои в районе озёр Врево и Череменецкое с задачей окружить и уничтожить противника в районе Югостицы, Великое Село, Наволок. Погибает Герой Советского Союза Пислегин В.К.. 26.07.1941 остатки дивизии отошли на прежние рубежи.
С 10.08.1941 года дивизия ведёт оборонительные бои под Лугой, прикрывает тылы Лужского рубежа со стороны деревень Даймище и Выра, в конце августа, после оставления города, дивизия попала в окружение, уничтожила материальную часть, и мелкими группами вышла в расположение советских войск в район Слуцка.
22.09.1941 года расформирована, остатки личного состава пошли на укомплектование 124-й и 125-й танковых бригад.
Дивизия за всё время ведения боевых действий никогда не использовалась как единое соединение. В июле-августе 1941 года вела бои пятью разными группами, частично осталась на Карельском перешейке, 24-й мотострелковый полк большей частью вошёл в состав 7-ю армии (на основе оставшейся части 07.08.1941 года в дивизии сформирован мотострелковый полк под тем же номером), а оставшиеся подразделения использовались как придаваемые пехотным соединениям.

## Полное название
24-я танковая дивизия

## Укомплектованность
- на 15.03.1941 года (по штату/в наличии): тяжёлые танка 63/0, средние танки 210/0, огнемётные танки 54/0, танки Т-26 (радийные) 22/3, БТ-2 0/133, БТ-5 0/94, Т-38 0/1, Т-27 0/2, БА-10 56/18, БА-20 39/20, зенитная устанвка на базе ГАЗ-АА 0/9, M-1 46/21, ГАЗ-A 0/1, пикапы 22/0, ГАЗ-АА 320/182, ГАЗ-В2 0/4, грузовик для клуба 4/0, ЗИС-5 577/23, ЗИС-6 6/1, ЗИС-13 0/3, автобус штабной ГАЗ-3А 14/0, ГАЗ-АА санитарная 21/2, ГАЗ-АА душустановка 3/0, ГАЗ-АА дезкамера 6/1, ЗИС-6 бензозаправщик 12/0, ЗИС-6 (или ЗИС-5) бензоцистерна 106/14, АМС-3 бензоцистерна 0/2, ГАЗ-АА бензоцистерна 0/1, водомаслозаправщики 18/0, мастерская Т-А 35/0, мастерская Т-Б 25/0, ЗИС-5 инструментальная 11/0, мастерская связи 1/1, арммастерская Т-Б 1/0, ГАЗ-АА под радиостанцию 5АК 22/0, ГАЗ-3А под РСБ 5/1, ГАЗ-3А для кабеля 9/0, ЗИС-5 под АЗС 2/0, ГАЗ-АА ПЗС 10/3, ЗИС-5 АРС 20/0, ЗИС-5 АДМ 6/1, парк Н2П 26/0, ЗИС-6 компрессорная установка 2/0, ЗИС-6 воздухообдувочная 0/2, ЗИС-5 рефрижератор 3/0, ЗИС-5 кинопередвижка 1/0, ЗИС-5 типография 2/0, трактор Ворошиловец 8/0, трактор Коминтерн 22/0, трактор Комсомолец 4/0, трактор СТЗ-5 39/0, трактор СТЗ-3 0/16, трактор ЧТЗ 0/16, трактор ЧТЗ-60 0/15, мотоцикл с коляской 79/6, мотоцикл без коляски 296/25, автоприцепы 33/10, ГАЗ-АА под АЗС-1 2/1, трактор Коммунар 0/1, ФАИ 0/6, БА-6 0/1, ЯЗ-6 0/12
- на 01.06.1941 численность дивизии составляла 8642 человека.
- на 22.06.1941 года БТ-2 — 139, БТ-5 — 142, Т-26 — 3, Т-38 — 1, Т-27 — 2; БА-10 — 18, БА-6 — 1, БА-20 — 20, ФАИ — 6. Кроме того имелось 2 Т-28, переданных из 3-й танковой дивизии для подготовки экипажей.
- на 01.07.1941 года — в район сосредоточения прибыло 209 танков
- на 01.08.1941 года КВ — 3, БТ-7 — 9, БТ-5 — 73, БТ-2 — 3, Т-26 — 4, Т-28 — 2, ХТ-26 — 4, ХТ-133 — 8, БА-10 — 24, БА-6 — 4, БА-20 — 14, ФАИ — 1.

## Подчинение
| Дата                  | Фронт (округ)       | Армия                      | Корпус (группа)              | Примечания                                         |
| --------------------- | ------------------- | -------------------------- | ---------------------------- | -------------------------------------------------- |
| 22 июня 1941 года     | Северный фронт      | 23-я армия                 | 10-й механизированный корпус |                                                    |
| 01 июля 1941 года     | Северный фронт      | 23-я армия                 | 10-й механизированный корпус |                                                    |
| 10 июля 1941 года     | Северный фронт      | Лужская оперативная группа | 10-й механизированный корпус |                                                    |
| 01 августа 1941 года  | Северный фронт      | Лужская оперативная группа |                              | с 20.07.1941 — в составе 41-го стрелкового корпуса |
| 01 сентября 1941 года | Ленинградский фронт | Южная оперативная группа   | -                            | -                                                  |

## Состав
- 48-й танковый полк (до 09.07.1941)
- 49-й танковый полк
- 24-й мотострелковый полк
- 24-й гаубичный артиллерийский полк
- 24-й разведывательный батальон
- 24-й отдельный зенитно-артиллерийский дивизион
- 24-й отдельный батальон связи
- 24-й автотранспортный батальон
- 24-й ремонтно-восстановительный батальон
- 24-й отдельный моторизованный понтонно-мостовой батальон
- 24-й медицинско-санитарный батальон
- 24-я рота регулирования
- 24-й полевой автохлебозавод
- 79-я полевая почтовая станция
- 166-я полевая касса Госбанка

## Командиры
- Чесноков, Макарий Иванович, полковник